# Robert Ittermann
Robert Ittermann (* 1. April 1886 in Iserlohn; † 15. Juli 1970 Völlinghausen):41 f war ein deutscher Bildhauer und Zeichner. Er bildete mit Wilhelm Wulff und Fritz Viegener das Soester Bildhauer-Dreigestirn.:9

## Leben

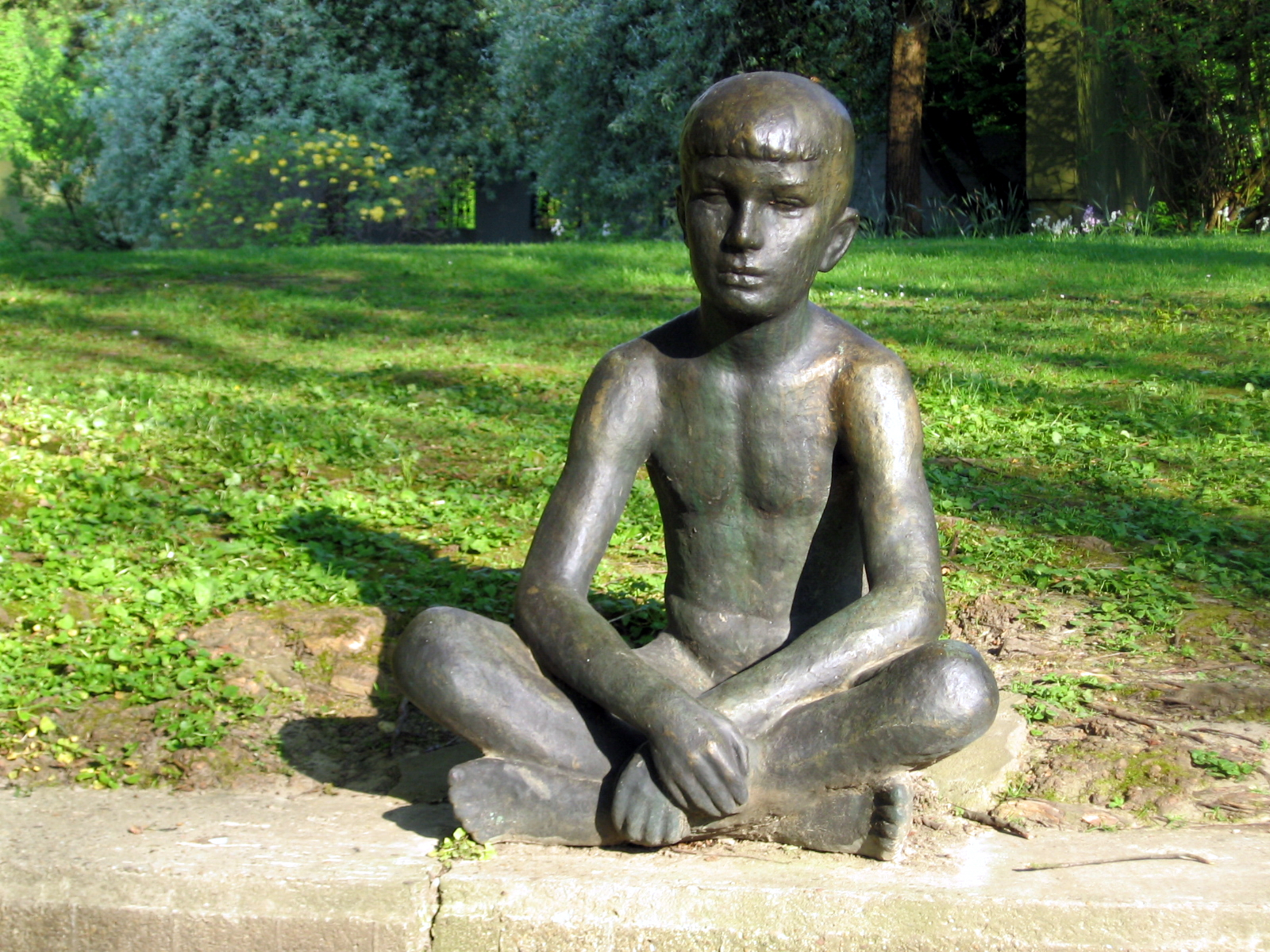
Grugapark Essen, „Brunnenknabe“ (2006)

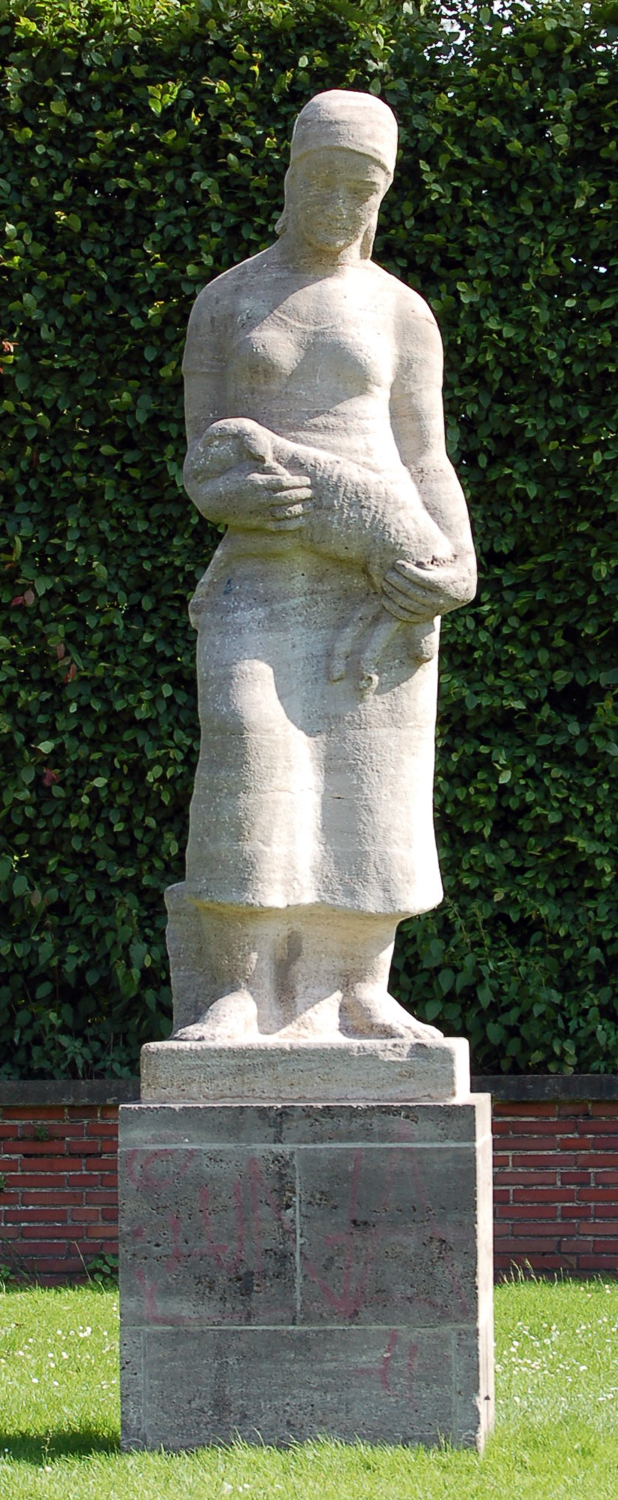
Nordpark Düsseldorf, Die „Schäferin“ (2006)

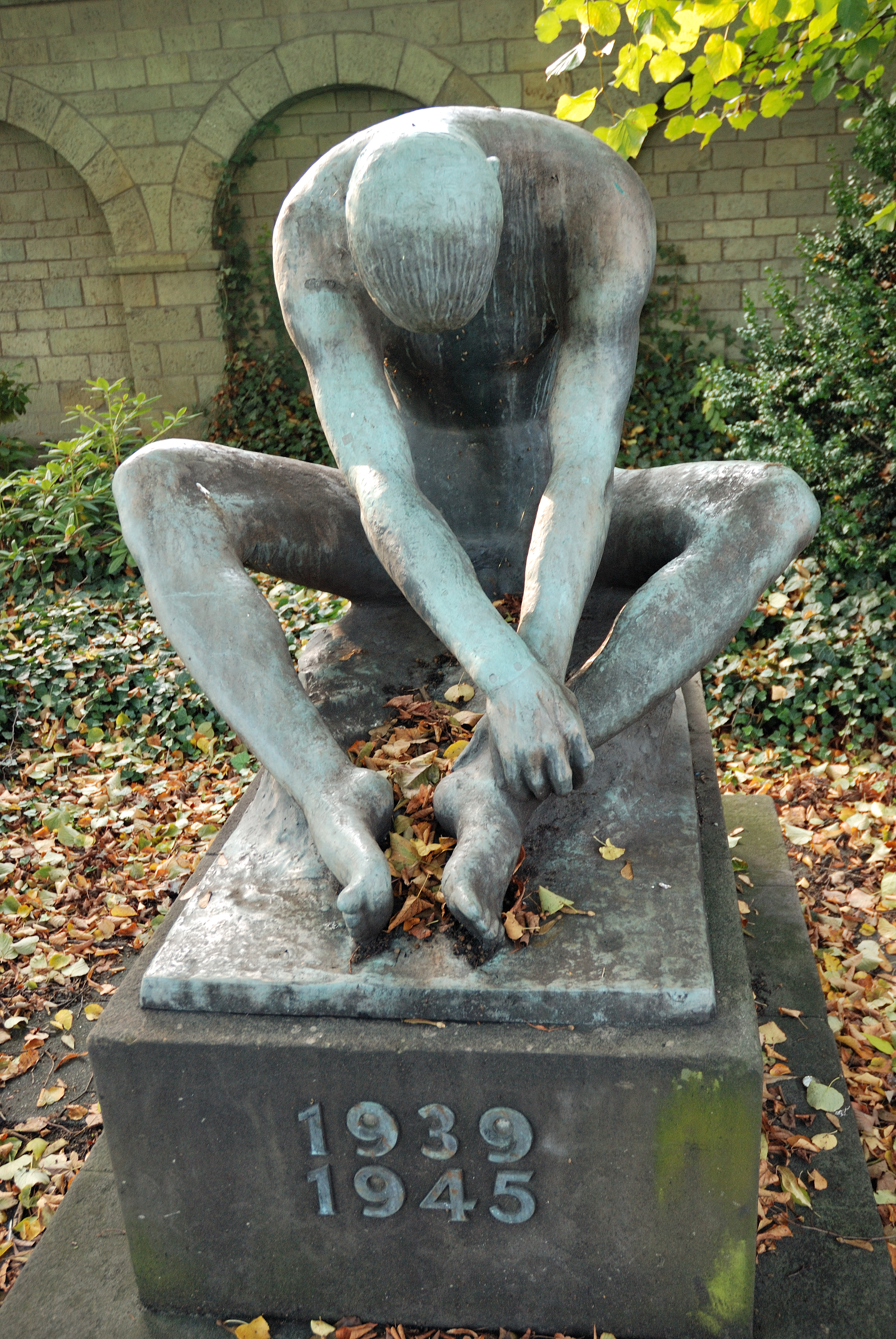
Soest, Kriegerdenkmal „Der Trauernde“ im Domhof (2009)

Als Sohn eines Bäckers im Sauerländischen Iserlohn geboren, absolvierte Robert Ittermann nach dem Besuch der achtklassigen Volksschule von 1900 bis 1904 eine Lehre als Modelleur an der Königlichen Fachschule für Metallindustrie seiner Heimatstadt. Nach einem dreimonatigen Aufenthalt in München, wo er von April bis Juli 1904 im Lehrtätigkeits- und Versuchsatelier für angewandte Kunst bei den Bildhauern Hermann Obrist und Eugen Meyer lernte, nahm er zum 1. Februar 1905 zunächst eine Tätigkeit als Modelleur bei der Fa. Kissing & Möllmann in Iserlohn auf, ehe er im Oktober desselben Jahres ein Studium an der Kunstgewerbeschule in Düsseldorf aufnahm, wo er Unterricht bei Rudolf Bosselt und Peter Behrens erhielt. Im Jahr 1908 wechselte er für weitere sechs Jahre an die Großherzoglich Badische Akademie der Bildenden Künste nach Karlsruhe. Dort lehrten ihn die Bildhauer Hermann Volz und Wilhelm Gerstel, ferner im Aktzeichnen der Maler Wilhelm Trübner sowie der Maler und Grafiker Hans Thoma. Nach Abschluss seiner dortigen Studien blieb er vorübergehend noch als Meisterschüler von Volz und Gerstel in Karlsruhe, mit Beginn des Ersten Weltkriegs leistete er aber dann bis 1918 seinen Kriegsdienst an der Front ab.:41 Während seiner Stationierung in Frankreich nutze er zeitliche Freiräume zum Zeichnen. Der Block war sein steter Begleiter. Nach Kriegsende kehrte Ittermann nach Karlsruhe zurück, wo er ab 1921 erstmals freischaffend tätig war. 1928 verlegte er sein Atelier nach Düsseldorf,:10 in dessen Umfeld zahlreiche seiner Werke entstanden und auch heute noch z. B. im Nordpark, wo seine Schäferin im Jahr 2006:12 Anm. 4. wieder an ihrem ursprünglichen Platz Aufstellung fand, frei zugänglich sind.
Während der Zeit des Nationalsozialismus widersprachen die Arbeiten Ittermanns wohl nicht der Kunstauffassung der Nationalsozialisten. Dies lässt sich auch aus der auf ihn gefallenen Wahl, als einem der Bildhauer für die Neugestaltung des Düsseldorfer Nordparks im Rahmen der „Großen Reichsausstellung Schaffendes Volk“ im Jahr 1937 schließen. Die von ihm erschaffene „Schäferin“ stellt eine der 12 „Ständischen“ dar, die durch Abbildung verschiedener Berufe die Volks- und Ständegruppen abbilden sollten.:11 f. Für den Innenbereich der Anlage des Atelierhaus für „junge noch unverheiratete Maler und Bildhauer“ an der Franz-Jürgens-Straße 12 mit Atelierwohnungen und Ausstellungshallen in der Künstlersiedlung Golzheim schuf Ittermann die Große Venus, auch Stehende genannt, eine 1,95 m hohe Aktdarstellung einer jungen Frau mit erhobenen Armen über Kopf, welche inmitten des Bassins steht. Der Architekt Hans Junghanns, Planer des Atelierhauses, hatte die Aufgabe gehabt, einen der Nationalsozialistische Kunstauffassung konformen Düsseldorfer Künstler zu finden, der für höchstens 2500 RM eine Skulptur für das Wasserbassin im Innenhof des Gebäudes erstellte. Von mehreren Bildhauern, allesamt Anwärter für eine Wohnung in der Künstlersiedlung, wurden Entwürfe angefordert. Dazu gehörten Kurt Schwippert, Fritz Peretti, Hans Breker, Alfred Zschorsch, Fritz Wienand (* 1901) und Kurt Zimmermann. Den endgültigen Auftrag erhielt Robert Ittermann, welcher von 1937 bis 1943 in der Künstlersiedlung Golzheim lebte, einem Teil der früher so genannten Schlageterstadt und heutigen Siedlung Golzheim.

„Es kann aber bezweifelt werden, dass Ittermanns Intention gleich zu setzen ist mit derjenigen der Nationalsozialisten, die die männlichen und weiblichen Akte benutzten, um geschlechterspezifische Rollen zu demonstrieren. Hinter seinen Akten stehen keine bedeutungsträchtigen Inhalte oder übergeordneten Prinzipien, sondern sie demonstrieren lediglich seine Vorliebe für den menschlichen Körper. Eher unheldenhaft wirken seine männlichen Figuren, zeigen sie doch Gefühle, haben einen schmächtigen Körperbau oder wirken in sich gekehrt. Auch in den Frauenfiguren findet man keine Hinweise auf eine Illustration weiblicher Tugenden oder nationalsozialistischer Rassenideale.“

Als 1943 in Düsseldorf-Golzheim seine Wohnung mit Atelier während des Zweiten Weltkriegs als Folge von Luftangriffen zerstört wurden, zog er nach Wamel am Möhnesee in das Haus der Witwe Toni Kätelhön. Neben ihm wurde das Haus von weiteren Künstlern bewohnt, darunter der Maler und Grafiker Hermann Prüssmann, der Fotograf Albert Renger-Patzsch, der Maler, Grafiker und spätere Direktor der Essener Folkwangschule, Hermann Schardt oder auch der Direktor der Dortmunder Kunstschule, Walter Herricht. In einem hölzernen Gartenhaus richtete Ittermann sich ein neues Atelier ein und dort lernte er auch seine spätere Ehefrau, Elisabeth geb. Klump kennen. Sie arbeitete zu dieser Zeit als Hausdame bei Kätelhöns.:12 1949 zogen beide nach Völlinghausen, wo Ittermann auch starb. Ihre Ehe blieb kinderlos.:42 Sein letztes Domizil soll der Iserlohner Kulturdezernent Groth Ittermann mit der Auflage überlassen haben, dass sein Nachlass später an die Stadt Soest übergeht, die diesen verwahrt und für Ausstellungen zur Verfügung stellt (Sammlung Soest).:12 Anm. 7. Das Urheberrecht an den Werken von Robert Ittermann verblieb im Besitz der Familie Wagner, nachdem Robert Ittermanns Witwe Elisabeth (1911–1985) 1973 Franz Valentin Maria Wagner (1914–1997) geheiratet hatte.
Eine zahlreiche Plastiken und Zeichnungen Ittermanns präsentierende Wanderausstellung durchlief von 2008 bis 2010 sieben Museen von Westfalen-Lippe: das Wilhelm-Morgner-Haus in Soest, das Münsterlandmuseum Burg Vischering, das Museum der Stadt Bad Berleburg, das Städtische Heimatmuseum in Lippstadt, das Stadtmuseum Iserlohn, das Stadtmuseum Brakel und das Medizin- und Apothekenhistorische Museum in Rhede.
In Ittermanns Œuvre finden sich neben Großaufträgen, darunter Mahnmale und Gedenktafeln, zahlreiche Kleinplastiken, unter diesen vorwiegend Akte (z. B. „Venus vom Möhnesee“, 1949).:31 Bei der Ausgestaltung der Mahnmale folgte er in den 1920er Jahren den unheldenhaften Darstellungen von Künstlern wie Georg Kolbe, Ernst Barlach und Wilhelm Lehmbruck („Der Krieger“, 1928).:19 Dieser Art, unheroische Kriegerdenkmale und Mahnmale zu gestalten, blieb Ittermann auch nach dem Zweiten Weltkrieg treu („Der Trauernde“, 1954).:21 Seit den 1920er Jahren befasste er sich zudem mit Bildnisbüsten. Zahlreich sind dabei die im Nachlass erhaltenen Gipsbüsten, zu denen nicht immer Bronzeabgüsse bekannt wurden oder vorliegen. Gips sah Ittermann dabei als Material ebenbürtig Bronze oder Ton.:15 Als Porträtist (Gips- und Bronzeköpfe) konnte sich Ittermann schließlich nach 1945 etablieren.:14

„Zart und innig, lyrisch und sensibel näherte sich Robert Ittermann der alten Aufgabe des Plastikers, den Körper des Menschen aus dem Zufälligen ins Gültige zu erheben.“

## Auszeichnungen
- 1937: Cornelius-Preis, Düsseldorf für „Sitzendes Mädchen“ und „Sitzendes Mädchen in Gips“[1]:41
- 1937: 1. Preis beim Rheinischen Bildhauer-Wettbewerb der Stadt Mönchengladbach[1]:10
- 1949: Karl Ernst Osthaus-Preis, Hagen für die Kleinplastik „Stehendes Mädchen“[1]:13
- 1951: 1. Preis Wettbewerb um einen Marktbrunnen in der Stadt Viersen[1]:42
- 1955: Kunstpreis der Stadt Iserlohn[1]:13

## Ausstellungen (Auswahl)
- 1923:–9999 Mannheim gemeinsam mit Karl Albiker und Wilhelm Gerstel[1]:10
- 1929:–9999 Münster, Stadthalle, 3. Große Westfälische Kunstausstellung
- 1937:–9999 Düsseldorf, „Große Reichsausstellung Schaffendes Volk“ im Nordpark: Schäferin[1]:11
- 1939, 1940 und 1944: München, Haus der Deutschen Kunst, „Große Deutsche Kunstausstellung“
- 1940:–9999 Berlin und 1941 Danzig, „Rheinische Kunstausstellung“ (Veranstalter: Kunst-Dienst, Berlin und die Gesellschaft Rheinischer Künstler und Kunstfreunde, Düsseldorf)
- 1943:–9999 Wien, Künstlerhaus, „Junge Kunst im Deutschen Reich“ (Veranstalter: Reichsstatthalter in Wien, Reichsleiter Baldur von Schirach)
- 1950:–9999 München, Haus der Kunst und Düsseldorf, Kunsthalle „Neue Rheinische Sezession“ / „Rheinische Sezession Düsseldorf“
- 2008–2010: Bad Berleburg, Brakel, Iserlohn, Lippstadt, Lüdinghausen, Rhede und Soest „Robert Ittermann – Plastiken und Zeichnungen“[1]

weitere Präsentation seiner Werke auf zahlreichen Ausstellungen im heutigen Nordrhein-Westfalen, darunter in Dortmund (1931, 1935, 1951), Düsseldorf (1940, 1942, 1944, 1953, 1956, 1957 und 1970), Essen (1936), Hagen (1939, 1940 und 1942, 1949) und Köln (1939) und auch darüber hinaus, vor und nach dem Zweiten Weltkrieg.:46–48

## Werke (Auswahl)
- 1920:–9999 Gipsbüste des Vaters[1]:15 u. 78 und Bronzebüste der Mutter[1]:15 u. 77
- 1927–1928: Karlsruhe, kleiner Brunnen für den Stadtgarten (kl. Knabe der kniend auf die sprudelnde Quelle weist)[1]:10
- 1928:–9999 Iserlohn, Mahnmal auf dem Zentralfriedhof für die Gefallenen des Ersten Weltkriegs: „Der Krieger“ (Bronze, Höhe Figur 151 cm; Höhe mit Sockel 341 cm)[1]:16–20
- vor 1937:–9 Schauspieler Adolf Dell, Gipsmodell (Sammlung Soest)[1]:14 u. 78
- 1945:–9999 Bronzebüste seiner Frau Elisabeth[1]:15 u. 76
- nach 1945:– Jānis Jaunsudrabiņš, Gipsmodell[1]:13 Anm. 11
- 1948:–9999 Albert Renger-Patzsch, Gipsmodell (Sammlung Soest)[1]:14 u. 78
- vor 1949:–9 Bronzeplastik „Stehendes Mädchen“[1]:31 f. u. 70
- 1949:–9999 „Venus vom Möhnesee“, Freiplastik (Bronze)[1]:31 u. 55
- 1950–1960: Soest, Kreishaus, Außenplastik „Der Sinnende, der Denker“[1]:35 f.
- um 1950:–9 Soest, Garten des Stadtarchivs, Freiplastik „Stehender Knabe“ (Bronze)[1]:29 f.
- vor 1951:–9 Friedrich Kirchhoff, Gipsmodell (Sammlung Soest)[1]:13 Anm. 11
- zw. 1950 u. 1960: Völlinghausen und Soest, Außenplastik der „Große Sitzende“ (doppelte Ausfertigung)[1]:13 Anm. 10
- um 1953:–9 Essen-Margarethenhöhe, Brunnen (dazu die Gipsfigur der „Brunnenknabe“ von 1953; als Bronzeplastik im Grugapark)[1]:13 Anm. 10
- 1953:–9999 Iserlohn, Mahnmal für die Stadt (Gedenktafel, Bronzerelief „Gebt sie frei“)[1]:24 f.
- vor 1954:–9 Prof. Arthur Böhme, Gipsmodell (Sammlung Soest)[1]:13 Anm. 11
- 1954:–9999 Gipsmodell „Hüttenmann“[1]:28 u. 73
- 1954:–9999 Altena-Dahle, Mahnmal (Kriegerdenkmal, Brone „Mutter mit totem Knaben“)[1]:25 f.
- 1954:–9999 Soest, Mahnmal „Der Trauernde“[1]:20–22
- vor 1955:–9 Oberstadtdirektor Wilhelm Hansmann, Gipsmodell (Sammlung Soest)[1]:13 Anm. 11
- um 1955:–9 Schauspieler Wolf Budde, Gipsmodell (Sammlung Soest)[1]:13 Anm. 11
- 1958:–9999 Völlinghausen, Mahnmal („Mutter mit totem Kind“)[1]:13 f. Anm. 10
- 1962:–9999 Gipsmodell Lastträger[1]:28 u. 69
- undatiert:–9 Wamel, Gipsmodell „Mutter und Kind“ als vergrößerte Außenplastik befindet sich die Plastik im Kätelhönschen Garten in Wamel[1]:27 f. u. 67
- undatiert:–9 Marl-Hüls, Außenplastik der „Kugelstoßer“[1]:13 Anm. 10
- undatiert:–9 Soest, Brunnenrelief[1]:13 Anm. 10
- undatiert:–9 Josef Bertram, Gipsmodell (Sammlung Soest)[1]:13 Anm. 11
- undatiert:–9 Dr. Vormbrock, Gipsmodell (Sammlung Soest)[1]:13 Anm. 11

Der Ankauf und die Aufstellung der Werke erfolgte teilweise erst nach dem Tod Ittermanns.:13 Anm. 10